# 김준기
김준기(金俊起, 1944년 12월 4일~)는 대한민국의 기업인이다. DB그룹 회장이다.

## 학력
- 북평초등학교 졸업
- 경기중학교 졸업
- 경기고등학교 졸업
- 고려대학교 경제학 학사

## 생애
1944년 12월 4일 김진만 제9대 국회부의장의 아들로 태어났다. 고려대학교 경제학과 재학 중 미륭건설을 창업해 건설업에 뛰어들었다. 1970년대 중동건설 경기 붐을 타고 사업을 키워 창업 10년 만에 30대 그룹에 진입했다. 건설업에서 벌어들인 돈으로 한국자동차보험을 인수하고 보험과 전자, 제철로 사업영역을 확장하며 재계 10위에 오르게 되었다. 전국경제인연합회 부회장을 맡았다. 그의 아들 김남호 회장이 2세 경영을 이어받았다.

## 가족 관계
- 아버지 : 김진만(金振晩, 1918년 7월 31일 ~ 2006년 5월 10일) - 제9대 국회부의장
- 어머니 : 삼척 김씨
  - 배우자 : 김정희(1948년 ~ 2021년) - 김성수(金性洙, 1891년 10월 11일 ~ 1955년 2월 18일) 제2대 부통령의 동생의 손녀[3]
    - 아들 : 김남호(1975년 ~ ) - DB그룹 회장[4]
      - 며느리 : 연안 차씨

    - 딸 : 김주원(1974년 ~ ) - DB그룹 부회장[5]